# Kronika Fredegara
Kronika Fredegara (łac. Historia Francorum) - kronika Franków napisana w VII wieku, najprawdopodobniej w Burgundii. Autor kroniki nie jest znany. Przypisanie autorstwa Fredegarowi pochodzi dopiero z XVII stulecia. Dzieło rozpoczyna się od stworzenia świata, a kończy na 642 roku. Uczynione przez innych autorów kontynuacje kroniki kończą się wraz ze śmiercią Pepina Krótkiego w 768 roku.

## Księga pierwsza
Pierwsze 24 rozdziały pierwszej księgi oparte się w większości na anonimowym Liber generationis, który jest pochodną prac Hipolita z Rzymu. Pozostała część księgi zawiera wykaz cesarzy rzymskich, królów Izraela, oraz papieży aż do pontyfikatu Teodora I.

## Księga druga
Pierwsze 49 rozdziałów drugiej księgi zawierają fragmenty Kroniki Euzebiusza z Cezarei, a pozostałe rozdziały fragmenty Kroniki Hydacjusza.  Księga druga zawiera także interpolacje.

## Księga trzecia
Trzecia księga zawiera fragmenty Decem Libri Historiarum autorstwa Grzegorza z Tours z kilkoma interpolacjami. Narracja kończy się na roku 584.

## Księga czwarta
90 rozdziałów czwartej księgi zawiera szczegółowe informacje o wydarzeniach dotyczących burgundzkiego dworu. Fredegar w tej części dzieła nie ujawnia źródeł z jakich korzystał, ale jej początek oparty jest prawdopodobnie na lokalnych kronikach. Od 24 do 39 rozdziału tekst opiera się na relacjach świadków wydarzeń z lat 603 - 613. Jedynie rozdział 36 jest interpolacją żywota św. Kolumbana. Księga czwarta kończy się nagle na 642 roku. Ta część Kroniki Fredegara jest najbardziej badana przez historyków, ponieważ zawiera informacje nieobecne w innych źródłach. Unikatowe są zwłaszcza dane na temat słowiańskiego państwa Samona.

## Kontynuacje
Kontynuacje Kroniki Fredegara składają się z trzech części. Pierwsze dziesięć rozdziałów opiera się na Liber Historiae Francorum anonimowego autora z Neustrii i kończy się na roku 721. Rozdział 33 kończy się na 751 roku. Następnie umieszczono kolofon, w którym zamieszczono informację, że kronika została spisana na życzenie Childebranda, brata Karola Młota. Po kolejnych 20 rozdziałach relacje kończą się na roku 768.